# جيكوب تيرني
جيكوب تيرني (بالإنجليزية: Jacob Tierney )‏ (و. 1979 – م) هو ممثل، ومخرج سينمائي، وكاتب سيناريو من كندا . ولد في مونتريال.

## روابط خارجية
- جيكوب تيرني على موقع IMDb (الإنجليزية)
- جيكوب تيرني على موقع ألو سيني (الفرنسية)
- جيكوب تيرني على موقع أول موفي (الإنجليزية)
- جيكوب تيرني على موقع قاعدة بيانات الأفلام السويدية (السويدية)
- جيكوب تيرني على موقع قاعدة بيانات الفيلم (الإنجليزية)
- جيكوب تيرني على موقع كينوبويسك (الروسية)